# Partit Comunista de l'Uzbekistan
El Partit Comunista de l'Uzbekistan, conegut inicialment com a Partit Bolxevic de l'Uzbekistan, va ser el partit comunista que va governar la República Socialista Soviètica de l'Uzbekistan i que va formar part del Partit Comunista de la Unió Soviètica. Va ser fundat l'any 1925 i dissolt en 1991 amb la desintegració de la Unió, quan es va transformar en el Partit Democràtic Popular de l'Uzbekistan.

## Líders del partit
- Vladimir Ivanovich Ivanov (12 de febrer de 1925 - 1927)
- Kuprian Osipovich Kirkizh (1927 - abril de 1929)
- Nikolay Fyodorovich Gikalo (abril - 11 de juny de 1929)
- Isaak Abramovich Zelensky (juny - desembre de 1929)
- Akmal Ikramovich Ikramov (desembre de 1929 - 21 de setembre de 1937)
- Pyotr Yakovlev (21 de setembre de 1937 - 27 de setembre de 1937) (acting)
- Usman Yusupovich Yusupov (27 de setembre de 1937 - 7 d'abril de 1953)
- Amin Irmatovich Niyazov (7 d'abril de 1953 - 22 de desembre de 1955)
- Nuriddin Akromovich Muhiddinov (22 de desembre de 1955 - 28 de desembre de 1957)
- Sobir Kamolovich Kamolov (28 de desembre de 1957 - 15 de març de 1959)
- Sharof Rashidovich Rashidov (15 de març de 1959 - 31 d'octubre de 1983)
- Inomjon Buzrukovich Usmonxo‘jayev (3 de novembre de 1983 - 12 de gener de 1988)
- Rafiq Nishonovich Nishonov (12 de gener de 1988 - 23 de juny de 1989)
- Islam Abdug‘aniyevich Karimov (23 de juny de 1989 - 3 de novembre de 1991)